# Jhopuno
Jhopuno är en bergstopp i Indien. Den ligger i distriktet West District och delstaten Sikkim, i den nordöstra delen av landet. Toppen på Jhopuno är 6 002 meter över havet,  eller 418 meter över den omgivande terrängen. Bredden vid basen är 3,4 km.
Den högsta punkten i närheten är Pandim, 6 691 meter över havet, norr om Jhopuno. Trakten runt Jhopuno består i huvudsak av kala bergstoppar och isformationer.